# Comunità territoriale della Val di Fiemme

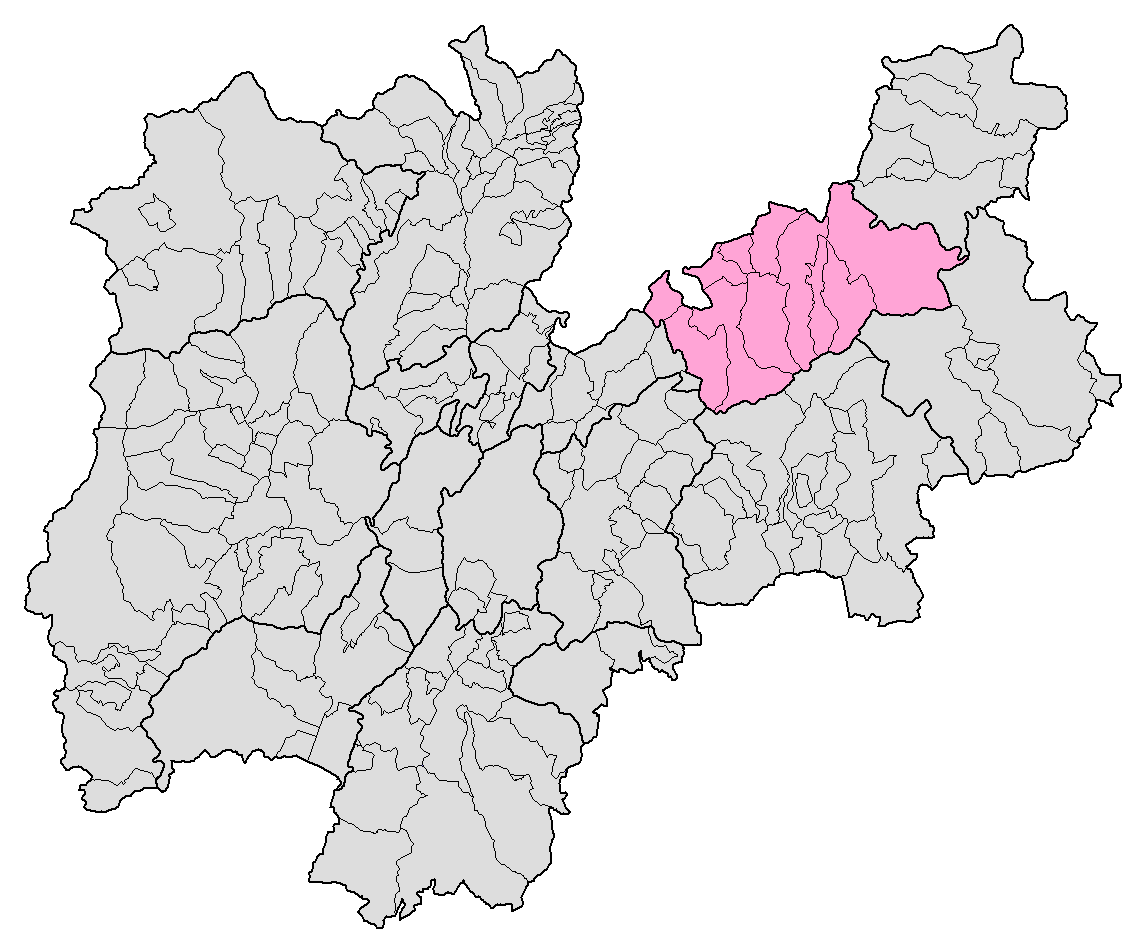
Lage der Comunità territoriale della Val di Fiemme in der Autonomen Provinz Trient

Die Comunità territoriale della Val di Fiemme (italienisch für Territorialgemeinschaft des Fleimstals) ist eine Talgemeinschaft der Autonomen Provinz Trient. Der Gemeindeverband hat seinen Verwaltungssitz in Cavalese. Sie ist nicht mit der historischen seit dem 12. Jahrhundert bestehenden Talgemeinde Fleims (ital. Magnifica Comunità di Fiemme) zu verwechseln, der nicht alle Gemeinden der Comunità territoriale della Val di Fiemme angehören bzw. darüber hinaus auch andere Gemeinden angeschlossen sind.

## Lage
Die im Nordosten des Trentino liegende Talgemeinschaft umfasst die Gemeinden im Fleimstal. Sie liegt zwischen dem Etschtal im Westen und dem Primör im Osten. Im Nordosten grenzt sie an das Fassatal und im Südwesten an das Cembratal. Im Westen bildet der San-Lugano-Sattel (1097 m s.l.m.) die Grenze zur Bezirksgemeinschaft Überetsch-Unterland in der Autonomen Provinz Bozen – Südtirol. Im Nordwesten grenzt die Talgemeinschaft unterhalb des Lavazèjochs (1808 m s.l.m.) an die ebenfalls zu Südtirol gehörende Bezirksgemeinschaft Salten-Schlern. Im Osten grenzt die Talgemeinschaft bei Paneveggio östlich des Paneveggio Stausees im Travignolo Tal an das Primör. Die südliche Grenze mit der Valsugana verläuft über den Manghenpass (2047 m s.l.m.) und entlang der Lagorai-Kette. Die Talgemeinschaft hat eine Gesamtfläche von 414,70 km².

## Gemeinden der Comunità territoriale della Val di Fiemme
Zur Territorialgemeinschaft des Fleimstals gehören folgende neun Gemeinden:
| Wappen | Gemeinde                  | Bevölkerung | Höhe   | Fläche | Lage |
| ------ | ------------------------- | ----------- | ------ | ------ | ---- |
|        | Capriana                  | 594         | 1007 m | 12,82  | ⊙    |
|        | Castello-Molina di Fiemme | 2.320       | 950 m  | 54,56  | ⊙    |
|        | Cavalese                  | 3.987       | 1000 m | 45,38  | ⊙    |
|        | Panchià                   | 815         | 981 m  | 20,21  | ⊙    |
|        | Predazzo                  | 4.543       | 1018 m | 109,97 | ⊙    |
|        | Tesero                    | 2.996       | 1000 m | 50,55  | ⊙    |
|        | Valfloriana               | 470         | 853 m  | 39,33  | ⊙    |
|        | Ville di Fiemme           | 2.596       | 1160 m | 46,16  | ⊙    |
|        | Ziano di Fiemme           | 1.784       | 953 m  | 35,75  | ⊙    |

Bevölkerung (Stand 31. Dezember 2023)
Fläche in km²

## Schutzgebiete
In der Territorialgemeinschaft des Fleimstals befinden sich 17 Natura 2000 Schutzgebiete sowie 32 weitere kommunale Biotope, die von der Talgemeinschaft verwaltet werden. Ebenso liegen Teile des Naturparks Paneveggio – Pale di San Martino auf dem Gebiet der Territorialgemeinschaft des Fleimstals.